# Saurida suspicio
Espèce
Statut de conservation UICN

 LC 29 janvier 2013 : Préoccupation mineure
Saurida suspicio est une espèce de poissons de la famille des Synodontidae.

## Systématique
L'espèce Saurida suspicio a été décrite pour la première fois en 1927 par l'ichtyologue américain Charles Marcus Breder Jr. (d).

## Distribution
Cette espèce se retrouve dans la mer des Caraïbes, ainsi que dans l'océan Atlantique ouest, plus particulièrement au large du Brésil..

## Description
Saurida suspicio dont l'holotype mesure 86 mm, peut atteindre la taille maximale de 90 mm.
Cette espèce se trouve principalement sur le plancher océanique au large, à des profondeurs variant généralement de 0 à 120 m.
Il s'agit d'un poisson allongé, à la mâchoire proéminente dont le ventre est clair, pratiquement blanc, et dont le dos est brun, semblables aux sédiments.

## Étymologie
Son épithète spécifique, suspicio, fait référence à l’apparence de ses yeux, qui semblent fixer au-dessus du poisson.

## Écologie et environnement
Saurida suspicio se place généralement sur les sédiments des fonds, où il chasse à l'affût et capture les proies qui passent à proximité.

## Publication originale
- (en) Charles Marcus Breder Jr., « Scientific results of the first oceanographic expedition of the "Pawnee" 1925 », Bulletin of the Bingham Oceanographic Collection Yale University, Musée Peabody d'histoire naturelle,‎ 1928, p. 3-17 (lire en ligne, consulté le 28 octobre 2023).